# Mina de prata de Iwami Ginzan
A Mina de prata de Iwami Ginzan e sua paisagem cultural está classificada pela UNESCO como património mundial desde 2007 e localiza-se no Japão, na província de Shimane, ilha de Honshu.

## História da mina

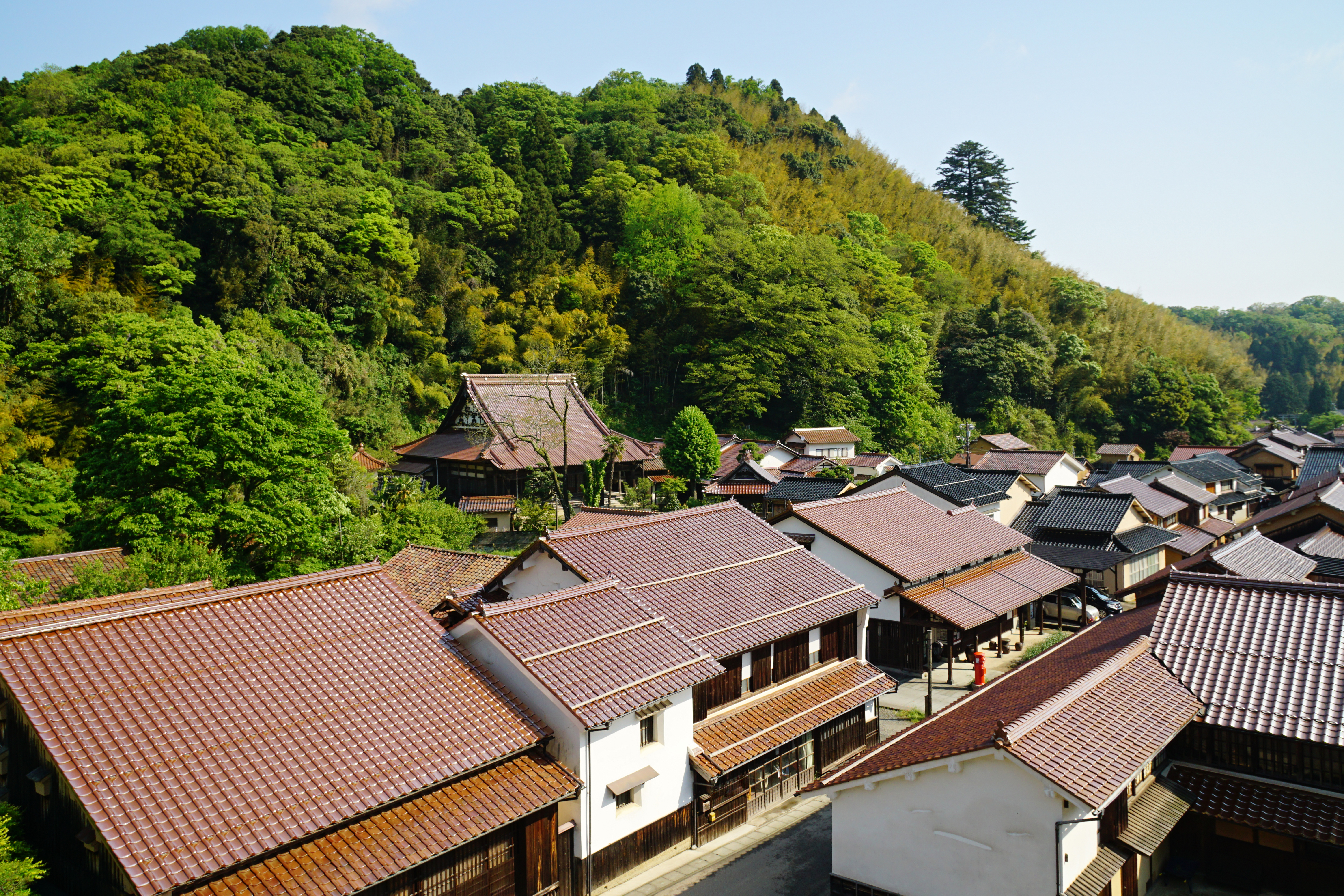
Ōmori Ginzan

A exploração começou em 1526 pelo comerciante japonês Kamiya Jutei, atingindo o seu pico de produção, de 38 toneladas de prata por ano, no início do século XVII o que constituia um terço da produção mundial. A prata extraída era utilizada para produzir moedas. 
A sua propriedade mereceu bastantes disputas por senhores da guerra até que o xogunato Tokugawa ganhou o seu controlo em 1600, como resultado da Batalha de Sekigahara. Depois disto foi vedada e barricada, construindo-se vedações e aproveitando pinheiros. O castelo de Yamabuki foi construído no centro do complexo.
A extracção de minério decaiu no século XIX acabando por cessar a exploração da mina ainda nesta altura.

## Património mundial
Partes da cidade mineira estão ainda em bom estado de conservação, tendo o governo japonês designado o local como Zona de Preservação Especial para Grupos de Edifícios Históricos. O governo também submeteu um pedido de aprovação do local para Património mundial, que foi aprovado em Julho de 2007, apesar da avaliação do Conselho Internacional de Monumentos e Sítios não ter encontrado provas de "excepcional valor universal" neste conjunto.